# モンゴル教育大学
モンゴル教育大学（モンゴルきょういくだいがく、英: Mongolian National University of Education、公用語表記: Монгол Улсын Боловсролын Их Сургууль）は、モンゴル国ウランバートルに本部を置く単科大学。1951年創立。大学の略称はБИСУ(MSUE)。

## 沿革
1951年に開設された国家教師研究所を前身とする。社会主義時代は、バクシーン イフ ソルゴーリ(モンゴル語: Багшийн Их Сургууль、先生の総合大学）と呼ばれたが、現在では ボロブスロリーン イフ ソルゴーリ(モンゴル語: Боловсролын Их Сургууль、教育大学）と呼ばれている。
同国の教員の80%を輩出する大学であり、国内各県の教育委員会から、「国語教師○名、歴史教師○名」とオーダーが来る。

## 学部
専攻は、教科別に編成されている。

## キャンパス・施設
大学の前にはバスターミナルがあり、ウランバートル随一の人の賑わいを見せている。

## 主な日本人出身者
- 苅宿俊文（青山学院大学社会情報学部教授）[1]